# عملاق فلمنكي

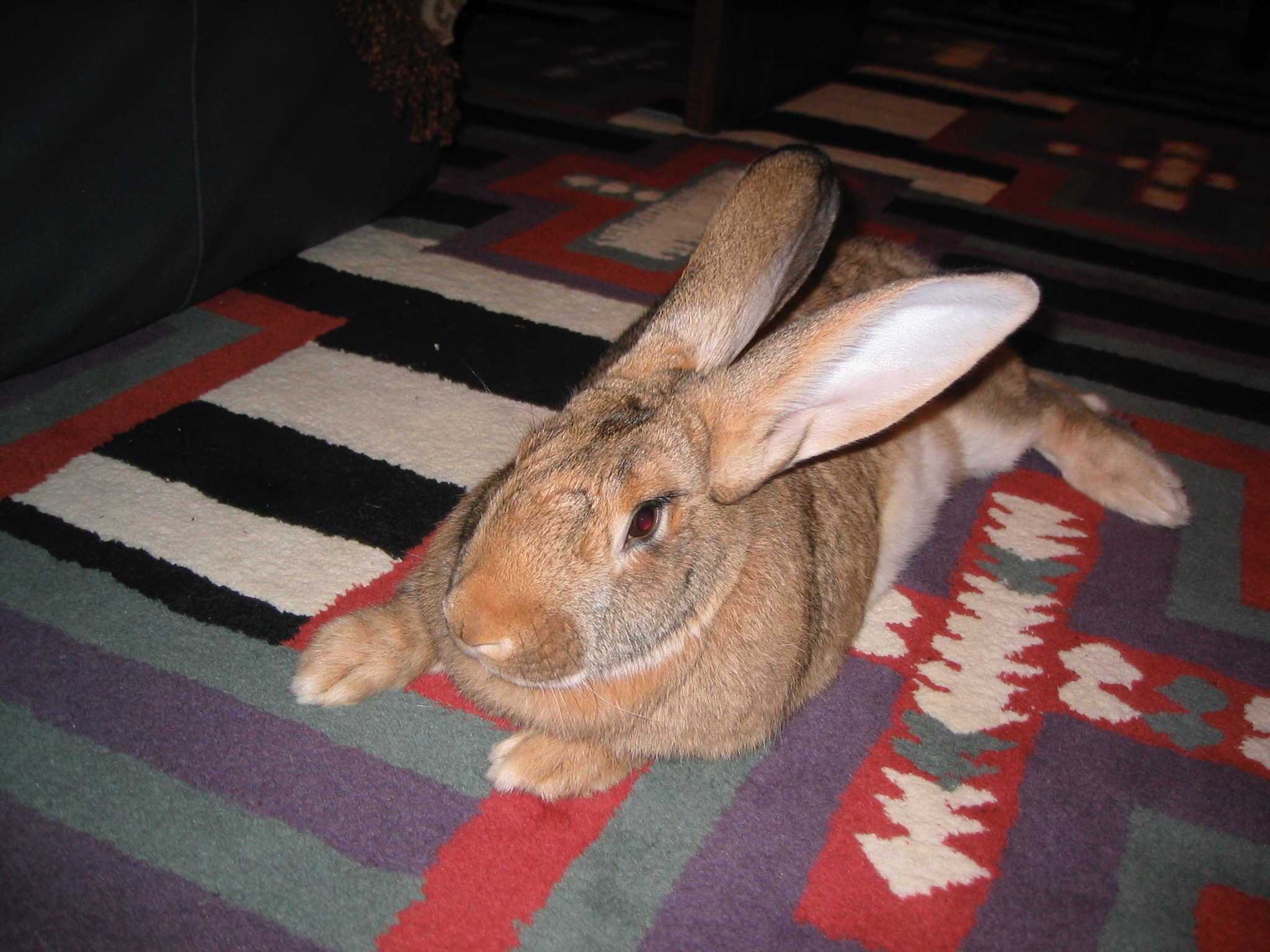
عملاق فلمنكي رملي يستريح داخل منزل

العملاق الفلمنكي هي أكبر سلالة من الأرانب المحلية. تعدتاريخياً سلالة مفيدة تستخدم في صناعة الفراء واللحوم. غالبًا ما يُحتفظ بها حيوانات أليفة لأنها معروفة بسهولة الانقياد والصبر عند التعامل معها.

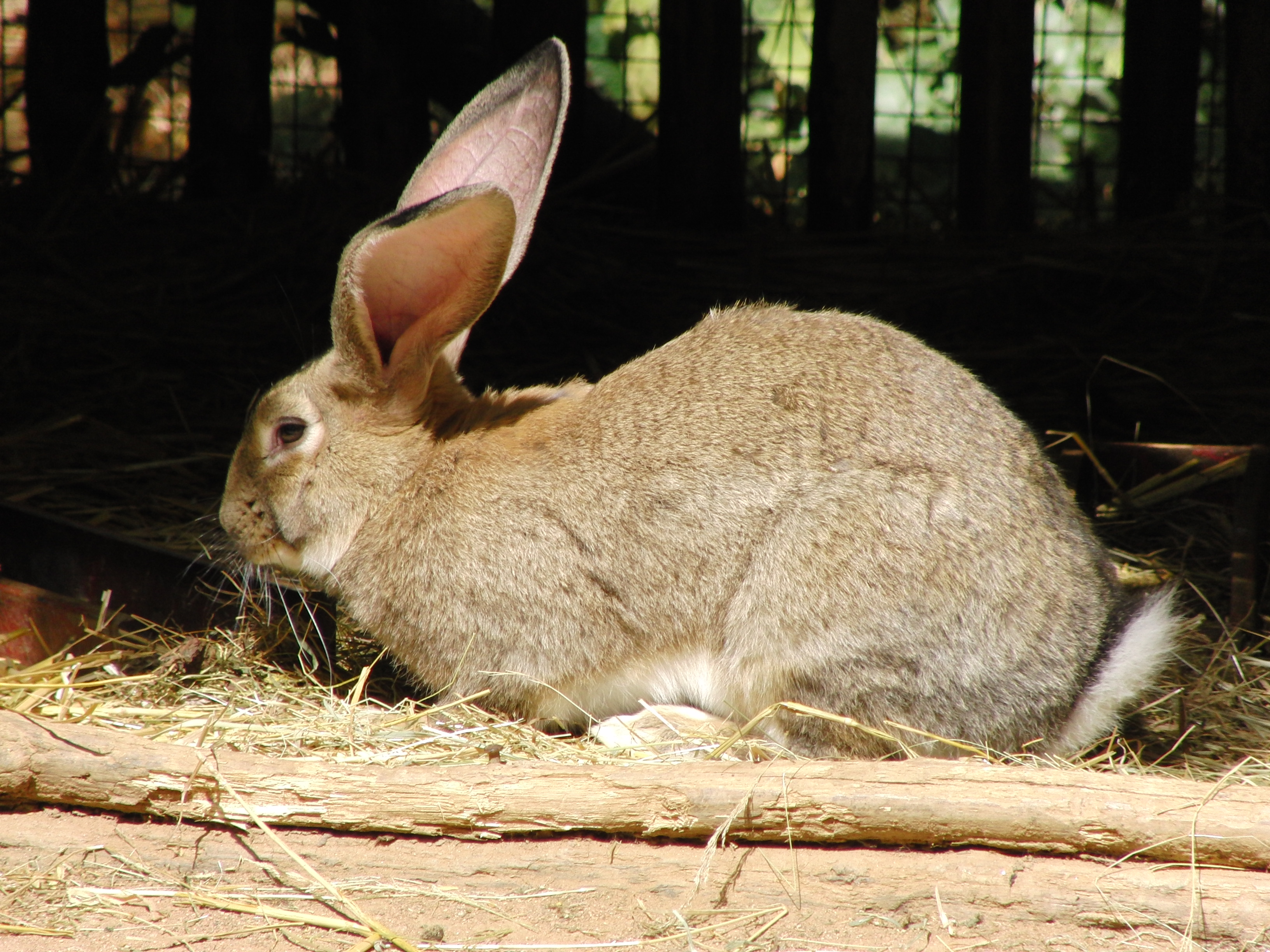
عملاق فلمنكي